# Liste von Vornamen/E
Diese Unterseite der Liste von Vornamen enthält Vornamen, die mit dem Buchstaben E beginnen.
Männliche Vornamen sind mit dem Symbol ♂ und weibliche Vornamen mit dem Symbol ♀ markiert.

## Ea–Ec
Eadberht ♂,
Eadgifu ♀,
Eadric ♂,
Eadweard ♂,
Eadwulf ♂,
Ealdberht ♂,
Ealdred ♂,
Ealhfrith ♂,
Ealhmund ♂,
Eamon ♂,
Éamon ♂,
Eamonn ♂,
Eanda ♀, 
Eanfrith ♂,
Earl ♂, 
Earta ♀, 
Ebba ♀, 
Ebbe ♂,
Ebbo ♂,
Ebe ♀, 
Ebele ♂♀,
Ebenezer ♂,
Eberardo ♂, 
Eberhard ♂,
Ebrahim ♂, 
Ebru ♀,
Ece ♀,
Ecem ♀, 
Ecgberht ♂,
Ecgfrith ♂,
Eckbert ♂,
Eckhardt ♂,
Eckhart ♂,

## Ed
Ed ♂,
Eda ♂♀,
Edda ♀,
Eddas ♀, 
Eddi ♂,
Eddie ♂,
Eddy ♂,
Edelbert ♂,
Edelberto ♂, 
Edelgard ♀,
Edeltraud ♀,
Eden ♀♂,
Eder ♂,
Éder ♂,
Edgar ♂,
Edgaras ♂, 
Edgard ♂,
Edgardo ♂, 
Edhem ♂,
Edi ♂, 
Edibe ♀, 
Edie ♀,
Edilio ♂, 
Edin ♂,
Edina ♀,
Edip ♂, 
Edita ♀, 
Edith ♀,
Ediz ♂,
Edlir ♂, 
Edlira ♀, 
Edliriana ♀, 
Edmondo ♂, 
Edmund ♂,
Edmundas ♂, 
Edo ♂,
Edoardo ♂,
Edon ♂, 
Edona ♀, 
Edonjeta ♀,
Édouard ♂,
Edrin ♂, 
Edrina ♀, 
Edris ♀♂,
Eduard ♂,
Eduarda ♀, 
Eduardas ♂, 
Eduardo ♂,
Edvard ♂, 
Edvardas ♂, 
Edvige ♀, 
Edvin ♂, 
Edvinas ♂, 
Edward ♂,
Edwige ♀,
Edwin ♂,
Edy ♂,
Edyta ♀,
Edzard ♂,

## Ee–Eh
Eero ♂,
Efe ♂,
Efisio ♂, 
Efkan ♂, 
Efraim ♂,
Efraín ♂,
Efray ♂, 
Egbert ♂,
Ege ♂, 
Egemen ♂♀,
Egeo ♂, 
Egidija ♀, 
Egidijus ♂, 
Egidio ♂,
Egil ♂,
Egill ♂,
Egino ♂,
Egisto ♂, 
Eglantina ♀, 
Egle ♀,
Eglė ♀, 
Egon ♂,
Egzon ♂, 
Egzona ♀, 
Ehregott ♀♂,
Ehrenreich ♂,
Ehsan ♂,
Ehssan ♂,
Ehud ♂,

## Ei–Ek
Eido ♂,
Eiji ♂,
Eik ♂,
Eike ♂♀,
Eila ♀, 
Eileen ♀,
Eilert ♂,
Eilfried ♂,
Eilhard ♂,
Eilika ♀,
Eimantas ♂, 
Eimear ♀,
Eimundas ♂, 
Eimuntas ♂, 
Eina ♀♂,
Einar ♂,
Eino ♂,
Eitel Friedrich ♂,
Eithne ♀,
Eivydas ♂, 
Ejaz ♂, 
Ejona ♀, 
Eka ♀♂,
Ekaterina ♀,
Ekaterine ♀,
Ekin ♂♀,
Ekinci ♂,
Ekkehard ♂,
Ekrem ♂,

## El
Ela ♀, 
Eladion ♂,
Elaine ♀,
Elanur ♀, 
Elayne ♀, 
Elayah ♂♀,
Elban ♂, 
Elbana ♀, 
Elbar ♂, 
Elbara ♀, 
Elbaroza ♀, 
Elbuna ♀, 
Elçi ♂,
Elçin ♂♀,
Elda ♀, 
Eldad ♂, 
Eldem ♂♀,
Eldon ♂,
Eleftherios ♂,
Elektra ♀,
Elemér ♂, 
Elena ♀, 
Eleni ♀,
Eleonora ♀, 
Eleonore ♀,
Eletta ♀, 
Elettra ♀, 
Eleuterio ♂,
Eleutério ♂,
Eleutherius ♂,
Elfride ♀, 
Elfriede ♀, 
Elga ♀, 
Elham ♂♀, 
Eli ♂,
Elia ♂, 
Elian ♂,
Eliana ♀,
Elias ♂,
Élide ♀, 
Elie ♂,
Élie ♂, 
Elieser ♂,
Éliette ♀, 
Elif ♀, 
Eligijus ♂, 
Eligio ♂, 
Eligius ♂,
Elimar ♂,
Elin ♂♀,
Elín ♀,
Elina ♀,
Elio ♂, 
Eliodoro ♂, 
Eliphius ♂,
Elira ♀, 
Eliriana ♀, 
Elis ♂, 
Elisa ♀, 
Elisabeta ♀,
Elisabeth ♀,
Elisabetta ♀,
Elise ♀,
Eliseo ♂, 
Elisha ♂♀,
Elita ♀, 
Eliza ♀, 
Elizabeth ♀,
Elja ♀,
Elke ♀,
Ella ♀,
Ellef ♂,
Ellen ♀,
Elles ♀,
Elli ♀,
Ellinore ♀,
Ellionore ♀,
Elliott ♂,
Elma ♀,
Elmar ♂,
Elmas ♀, 
Elmedin ♂, 
Elmedina ♀, 
Elmer ♂, 
Elmira ♀,
Elmo ♂,
Élodie ♀,
Elof ♂,
Eloisa ♀, 
Eloísa ♀, 
Eloise ♀, 
Elon ♂,
Elona ♀, 
Elpidio ♂, 
Els ♀,
Elsa ♀,
Elsbeth ♀,
Else ♀,
Elton ♂,
Eluned ♀,
Elvan ♂♀,
Elvezia ♀, 
Elvin ♂,
Elvina ♀,
Elvinas ♂, 
Elvio ♂, 
Elvir ♂,
Elvira ♀,
Elvis ♂,
Elvyra ♀, 
Elwin ♂,
Elwyn ♂,
Ely ♂,
Elysia ♀,
Elżbieta ♀,

## Em
Emanuel ♂,
Emanuela ♀, 
Emanuele ♂, 
Emanuelis ♂, 
Emel ♀, 
Emelie ♀,
Emer ♀,
Emeran ♂,
Emerentia ♀,
Emërushe ♀, 
Emicho ♂,
Emidio ♂, 
Emil ♂,
Émile ♂, 
Emili ♂, 
Emilia ♀, 
Emiliana ♀, 
Emiliano ♂, 
Emilie ♀,
Emilija ♀, 
Emilijus ♂,
Emilio ♂,
Emílio ♂,
Emily ♀,
Emin ♂, 
Emina ♀, 
Emine ♀, 
Emira ♀, 
Emiranda ♀, 
Emircan ♂, 
Emire ♀,
Emirea ♀, 
Emiriana ♀, 
Emirjon ♂, 
Emirjona ♀, 
Emirush ♂, 
Emma ♀, 
Emmanuel ♂,
Emmanuelle ♀,
Emmeline ♀, 
Emmeram ♂,
Emmett ♂,
Emmo ♂,
Emmy ♀, 
Emöke ♀,
Emory ♂, 
Emrah ♂,
Emre ♂,
Emrehan ♂, 
Emrije ♀, 
Emrullah ♂,
Emyr ♂, 

## En
Enak ♂,
Enda ♂,
Endel ♂,
Endellion ♀, 
Ender ♂, 
Ëndërrjeta ♀, 
Endla ♀,
Endrik ♂, 
Endrin ♂, 
Endrina ♀, 
Endrit ♂, 
Endrita ♀, 
Enea ♂, 
Enes ♂, 
Enescan ♂, 
Engelbert ♂, 
Engelbrecht ♂, 
Engelmar ♂,
Engelram ♂,
Engin ♀♂,
Engjëll ♂, 
Ëngjëll ♂, 
Enguerrand ♂,
Eni ♂,
Enian ♂, 
Eniana ♀, 
Enid ♂♀, 
Enis ♂, 
Enkel ♂, 
Enkela ♀, 
Enkelan ♂, 
Enkelana ♀, 
Enkelej ♂, 
Enkeleja ♀, 
Enkelejd ♂, 
Enkelejda ♀, 
Enn ♂, 
Enna ♀,
Ennio ♂, 
Enno ♂,
Eno ♂,
Enoch ♂, 
Enos ♂,
Enric ♂,
Enrica ♀, 
Enrico ♂, 
Enrique ♂,
Ensari ♂, 
Entel ♂, 
Entela ♀, 
Enton ♂, 
Enver ♂, 
Enwer ♂,
Enza ♀, 
Enzo ♂, 

## Eo–Ep
Eo ♀,
Eoghan ♂,
Eoin ♂,
Ephraim ♂,
Epidam ♂, 
Epifanio ♂, 
Epikad ♂, 
Epikada ♀, 
Épiphane ♂,
Epiphania ♀,
Epopeus ♂,
Eolana ♀

## Er
Eraa ♀, 
Erag ♂, 
Eraga ♀, 
Eragim ♂, 
Eragime ♀, 
Eraldo ♂, 
Eralp ♂,
Erand ♂, 
Eranda ♀, 
Erasmo ♂, 
Erasmus ♂,
Eray ♂♀,
Eraydın ♂,
Erbardh ♂, 
Erbay ♂♀,
Erbil ♂,
Erblin ♂, 
Erblina ♀, 
Erbora ♀, 
Ercan ♂, 
Erçetin ♂,
Ercole ♂, 
Ercüment ♂, 
Erdal ♂,
Erdem ♂,
Erden ♂♀,
Erdene ♂♀,
Erdet ♂, 
Erdetta ♀, 
Erdi ♂♀,
Erdil ♂,
Erdinç ♂,
Erdit ♂, 
Erdita ♀, 
Erdmann ♂,
Erdmute ♀,
Erdoğan ♂,
Erdoğdu ♂, 
Erduan ♂, 
Eren ♂♀,
Eréndira ♀,
Erëzak ♂, 
Erëzake ♀, 
Ergin ♂,
Ergjënd ♂, 
Ergun ♂,
Ergün ♂♀,
Erhan ♂,
Erhard ♂,
Eriberto ♂, 
Eric ♂,
Éric ♂,
Erica ♀, 
Erich ♂,
Erico ♂, 
Eridano ♂, 
Erik ♂,
Erika ♀,
Erikas ♂, 
Eriko ♀,
Erin ♀, 
Erina ♀, 
Erinda ♀, 
Erio ♂, 
Erion ♂, 
Eriona ♀, 
Eris ♂, 
Erisa ♀, 
Erixandra ♀,
Erjet ♂, 
Erjeta ♀, 
Erkal ♂,
Erkan ♂,
Erkanda ♀, 
Erkin ♂♀,
Erkki ♂,
Erkmen ♂,
Erkut ♂,
Erland ♂,
Erlea ♀, 
Erlend ♂,
Erlendur ♂,
Erlet ♂, 
Erleta ♀, 
Erling ♂,
Erlir ♂, 
Erlis ♂, 
Erlisa ♀, 
Erlul ♂, 
Erlule ♀, 
Ermal ♂, 
Ermale ♀, 
Erman ♂,
Ermanno ♂, 
Ermelinda ♀, 
Ermellina ♀, 
Ermenegildo ♂, 
Ermengarda ♀, 
Ermes ♂, 
Ermete ♂, 
Ermin ♂,
Ermina ♀, 
Erminia ♀, 
Erminio ♂, 
Ermir ♂, 
Ermira ♀, 
Erna ♀, 
Ernest ♂, 
Ernesta ♀, 
Ernestas ♂, 
Ernestine ♀,
Ernesto ♂,
Ernests ♂,
Ernestus ♂,
Erni ♀,
Ernie ♂♀,
Ernst ♂,
Eroğlu ♂,
Erol ♂, 
Eror ♂, 
Erora ♀, 
Eros ♂, 
Errol ♂,
Erroll ♂,
Ersan ♂,
Ersel ♂,
Ershel ♂, 
Ershela ♀, 
Ersilia ♀, 
Ersilio ♂, 
Ersin ♂,
Ersoy ♂,
Ersun ♂,
Ertan ♂,
Ertekin ♂,
Erten ♂♀,
Ertuğrul ♂,
Ertürk ♂,
Ervian ♂, 
Ervin ♂, 
Ervina ♀, 
Erving ♂, 
Ervjollca ♀, 
Erwin ♂,
Eryılmaz ♂,
Erza ♀, 
Erzan ♂, 
Erzen ♂, 
Erzena ♀, 
Erzsébet ♀,

## Es
Esad ♂,
Esat ♂, 
Esben ♂,
Esen ♂♀,
Eser ♂, 
Eshet ♂, 
Eshten ♂, 
Eshtref ♂, 
Esin ♂♀,
Eskil ♂,
Eslem ♀, 
Esma ♀, 
Esmahan ♀, 
Esme ♀♂, 
Esmé ♀♂,
Esmée  ♀♂,
Esmer ♂, 
Esmeralda ♀,
Esmin ♂, 
Espedito ♂, 
Espen ♂,
Esperanza ♀, 
Esra ♂♀,
Eşref ♂,
Essad ♂,
Estanislao ♂,
Esteban ♂,
Estelle ♀,
Ester ♀, 
Estêvão ♂, 
Esther ♀, 
Estrongo ♂, 

## Et
Etel ♀,
Etela ♀, 
Etele ♂,
Etelka ♀,
Ethel ♀,
Etheldreda ♀,
Ethem ♂, 
Etienne ♂,
Etis ♂, 
Etlan ♂, 
Etleva ♀, 
Etrit ♂, 
Etrita ♀, 
Etritan ♂, 
Etritana ♀, 
Etsuko ♀,
Etta ♀,
Ettore ♂, 
Etzel ♂,

## Eu
Euan ♂,
Eudemia ♀, 
Eudokia ♀,
Eufemia ♀, 
Eufemio ♂, 
Eufrasia ♀, 
Eufrosina ♀, 
Eugen ♂, 
Eugene ♂, 
Eugène ♂, 
Eugenia ♀, 
Eugenija ♀, 
Eugenijus ♂, 
Eugenio ♂, 
Eugeniusz ♂,
Eulalia ♀, 
Eulogio ♂, 
Eunice ♀, 
Euphemia ♀,
Euphemios ♀,
Euphiletos ♂,
Euphrasina ♀,
Euridice ♀, 
Eurosia ♀, 
Eurykrates ♂,
Eurysthenes ♂,
Eusebia ♀, 
Eusebio ♂, 
Eusebius ♂, 
Eustachio ♂, 
Eustasio ♂, 
Eutimio ♂, 

## Ev
Eva ♀,
Evaldas ♂, 
Evaldė ♀, 
Evan ♂,
Evander ♂,
Evandro ♂, 
Evangelia ♀,
Evangelina ♀,
Evangelista ♂, 
Evangelos ♂,
Évariste ♂,
Evaristo ♂, 
Evasio ♂, 
Eve ♀,
Ève ♀,
Evegret ♀,
Evelina ♀, 
Evelyn ♀♂,
Everistas ♂, 
Evert ♂,
Evi ♀,
Evîn ♀,
Evren ♂♀, 
Evrim ♂♀,

## Ew–Ez
Ewa ♀,
Ewald ♂,
Ewan ♂,
Eyal ♂,
Eyðrun ♀, 
Eyerusalem ♀, 
Eylem ♀, 
Eylül ♀, 
Eymen ♂, 
Eystein ♂,
Eysteinn ♂,
Eyüp ♂, 
Eyvind ♂,
Ezechiele ♂, 
Ezgi ♀, 
Ezgül ♀, 
Ezio ♂,
Ezzelino ♂, 
Ezzo ♂,